# Nikolina Knežević
Nikolina Knežević (n. 2 iulie 2000, în Podgorica) este o handbalistă din Muntenegru care evoluează pe postul de centru pentru clubul turc Bursa Büyükșehir Belediyesi și echipa națională a Muntenegrului. Anterior ea a evoluat pentru CSM Galați și EKS Start Elbląg.
Knežević a evoluat pentru naționala de handbal feminin a Muntenegrului la Campionatul Mondial din 2019

## Palmares
- Jocurile Mediteraneene:
  -  Medalie de argint : 2018

- Liga Campionilor:
  - Sfertfinalistă: 2018, 2019

- Campionatul Muntenegrului:
  -  Câștigătoare: 2018, 2019

- Cupa Muntenegrului:
  -  Câștigătoare: 2018, 2019

- Liga Regională:
  -  Câștigătoare: 2019